# Sarkhej

Sarkhej ou Sarkhej Rauza est un complexe architectural situé à 8 km au sud d'Ahmedabad. 
Édifié principalement durant le règne de Mahmud Begada, soit entre 1442 et 1451, sur l'emplacement ou le saint et dirigeant religieux musulman Ahmed Khattu Ganj Baksh (ou Shaikh Ahmad Khattri) vécut et mourut (en 1446). Il était guide spirituel du sultan Ahmed Shah. En 1411, il fut un des 4 Ahmed qui fonda la ville d'Ahmedabad. Son Rauza (ou Maqbara) est un des plus grands mausolées de l'Inde, rivalisant avec le Taj Mahal.
Le lieu devint ensuite lieu de retraite pour les sultans, puis nécropole impériale.
Disposés autour d'un large réservoir d'eau artificiel, on y trouve des jardins, une mosquée, et outre la tombe du saint, celles de Mahmud Begada et de sa reine Rajabai, des palais, un harem et des pavillons. Construit en 1457, s'y trouve également le mausolée de Azam et Mu'assam, les frères bâtisseurs de Sarkhej.  
Les bâtiments, à la beauté austère,  de style mélangé hindou et islamique, sont remarquables pour leur absence d'arcs et l'utilisation de panneaux de pierre sculptés.
Les hollandais y établirent en 1620 une usine de production d'indigo.

## Publications
- Concepts of Space in Traditional Indian Architecture/Yatin Pandya. Ahmedabad, Mapin, 2005, 148 p.  (ISBN 81-88204-26-9).